# Павел Недков
Павел Недков е български музикален деец, учител, преводач и спортен деятел.

## Биография
Роден през 1873 година в град Зайчар, от областта Тимошко, отстъпена от Османската империя на Княжество Сърбия през 1833 г. по силата на Одрински мирен договор.

### В България
Преселва се да живее във Видин, където завършва гимназия. Постъпва във Военното на Негово Княжеско Височество училище, но загърбва офицерското поприще, печели държавен конкурс, обявен от Министерството на просвещението, и завършва естествени науки в Лайпциг през 1897 г. Там следва заедно с поета Пенчо Славейков, като защитава докторска дисертация. В Пловдив се установява през 1898 г. и започва да преподава като учител по естествени науки в Пловдивската мъжка гимназия. Наред с това издава учебници, занимава се с пеене. Именно музиката носи слава на Недков. Макар да няма музикално образование, роденият в Зайчар учител притежава добър слух, забележителни гласови данни и техники на пеене, а изявите му не остават скрити за академичната общност. Успоредно с учителската си работа Недков развива професионална певческа кариера независимо, че е самоук. Става председател на Пловдивското певческо дружество и получава предложение да продължи образованието си в някоя от реномираните европейски консерватории, но отказва и остава трайно установен в Пловдив, където води активен обществен живот.

### Поезия и спорт
Наред с естествените науки, авторство на учебни помагала и пеене, Недков има влечение и към поезията, и освен опери като „Аида“, „Вълшебната флейта“ и „Риголето“, за първи път на български превежда и редица произведения от немската класика. Междувременно се отдава на нова страст. Интересът му към спорта го води до председателското място на Пловдивското колоездачно дружество, което той и съмишленици предходно основават. Последвалото предложение на Недков до пловдивската община за отпускане на терен за колодрум е прието. Така с негова помощ местните колоездачи се сдобиват със собствена база.
Павел Недков почива в Пловдив през 1932 г.